# Throckmorton County
Throckmorton County je okres ve státě Texas v USA. K roku 2010 zde žilo 1 641 obyvatel. Správním městem okresu je Throckmorton. Celková rozloha okresu činí 2 370 km².